# Natten (musikalbum)
Natten är tredje och sista studioalbumet av den svenska progressiva rockgruppen Vildkaktus, utgivet på skivbolaget Ljudspår 1971.
På skivan finns bland annat låten "En brorsa är försvunnen" med text av Stig Dagerman.

## Låtlista
Där inte annat anges är text och musik skriven av Olle Nilsson.
A
1. "Jag såg din stad" – 3:30
2. "Några blygsamma förslag till fritidssysselsättning för en arbetslös" – 4:03 (text: Boo Cassel)
3. "Substitute Woman" – 2:37 (text: Cassel)
4. "Sommarens fram- & baksida" – 3:54
5. "Som ett ljus" – 2:24
6. "På ett skepp" – 3:12
7. "En brorsa är försvunnen" – 2:30 (text: Stig Dagerman)

B
1. "Ånglåt" – 5:47 (Gösta Nilsson)
2. "Mor melon" – 0:22 (text: Cassel)
3. "Stadier" – 2:51
4. "Tre rum" – 4:57
5. "Siddartha" – 4:09 (Gösta Nilsson)
6. "Natten" – 4:05

## Medverkande
- Tommy Johnsson – bas, sång
- Gösta Nilsson – piano, orgel, sång
- Olle Nilsson – gitarr, sång
- Dave Spann – trummor, timpani, gong